# 홍순목
홍순목(洪淳穆, 1816년 ~ 1884년)은 조선 순조·고종 시대의 문신, 정치인이며 개화파 지도자 홍영식의 아버지이다. 한때 흥선대원군의 측근으로도 활동했다. 자는 희세(熙世), 호는 분계(汾溪), 본관은 남양이다.
헌종 때 문과에 급제하여 지평·수찬 등을 지냈다. 이후 이조참의, 우승지, 사헌부대사헌, 좌승지, 이조참판 등을 지냈고 1863년 고종이 즉위하자 황해도 관찰사를 거쳐 규장각제학, 예조판서, 이조판서를 지냈으며, 1869년 우의정에 이르렀다. 이후에는 영의정이 된다. 그는 당시 수구당 강경파의 우두머리로서 흥선 대원군의 쇄국정책을 도왔다. 1871년 중국 주재 미국 공사 로와 로저스 제독이 콜로라드 호를 이끌고 통상을 요구하자 이를 적극 반대하였다. 그 후 벼슬에서 물러났다가 1882년 임오군란으로 대원군이 다시 정권을 잡자 등용되어 대원군의 정책 시행을 받들었다. 1884년 말 아들 홍영식이 갑신정변을 일으켜 3일 만에 실각하여 살해되자 그도 며느리, 손자와 함께 자결하였다. 1894년 갑오개혁 때 복관되었으며, 시호는 문익(文翼)이다.

## 저서
- 《기당고》(祁堂稿)

## 가족 관계
- 조부 : 홍현규(洪顯圭)
  - 아버지 : 홍종원(洪鍾遠)
    - 형님 : 홍순경(洪淳敬)

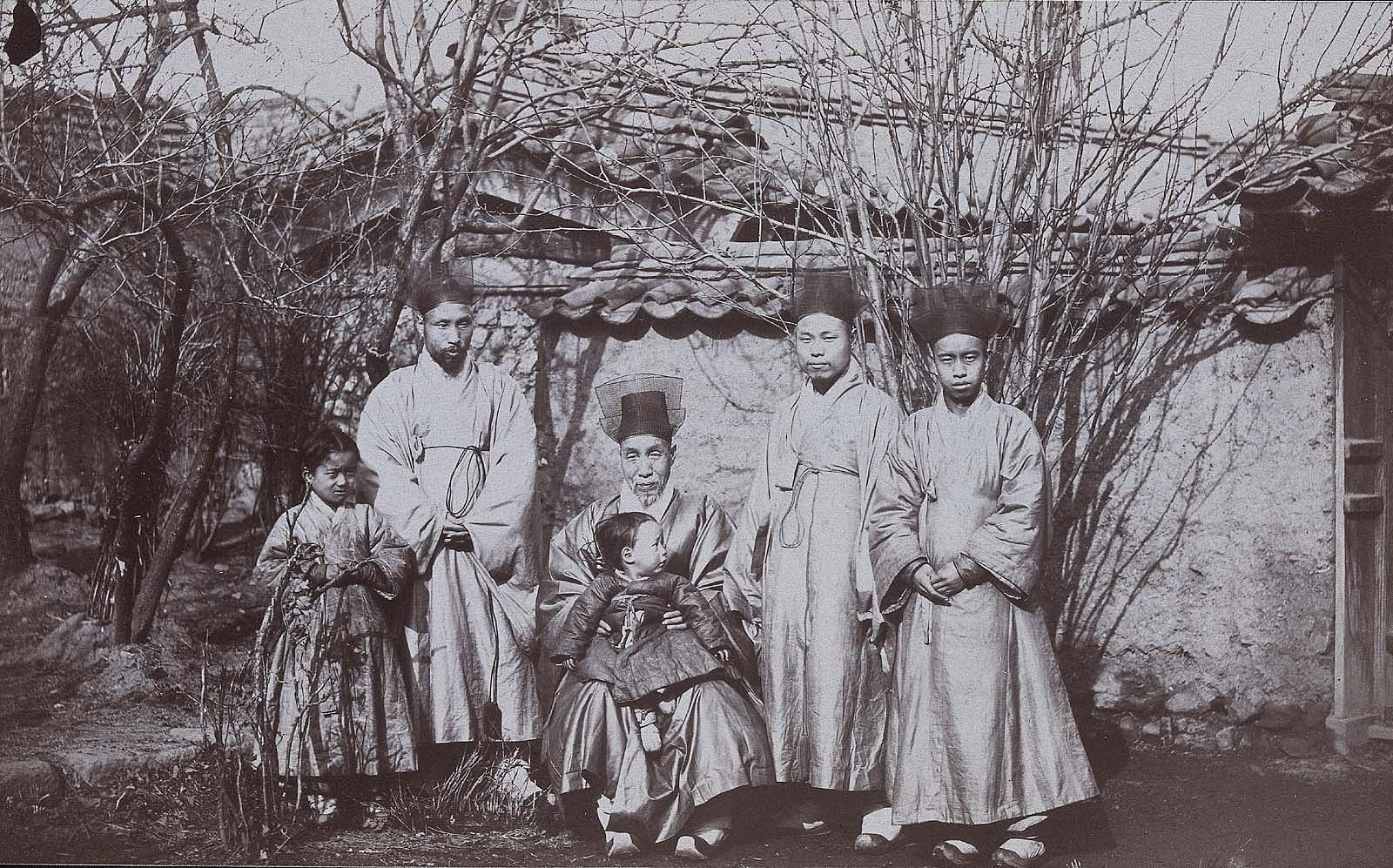
가족 사진(뒷줄 좌로부터 홍만식, 아버지 홍순목, 홍영식, 동생 홍정식 순)

      - 아들 : 홍만식(洪萬植) - 홍순경에게 입양
      - 아들 : 홍영식(洪英植)
        - 손자 : 홍성겸(洪性謙)

      - 아들 : 홍정식(洪正植) - 다른 이름 홍정표(洪正杓)

- -     -       -         -           -             - 고손 : 홍하상(洪夏祥, 1955~) : 전경련 교수

## 같이 보기
- 갑신정변
- 홍영식
- 서재필
- 박원양
- 윤치호
- 윤웅렬
- 흥선대원군